# Laurence Rase
Laurence Rase (Mons, 4 de abril de 1974) es una deportista belga que compitió en taekwondo. Ganó dos medallas de bronce en el Campeonato Mundial de Taekwondo, en los años 1999 y 2005, y tres medallas en el Campeonato Europeo de Taekwondo entre los años 1998 y 2006.

## Palmarés internacional
| Campeonato Mundial | Campeonato Mundial       | Campeonato Mundial | Campeonato Mundial |
| Año                | Lugar                    | Medalla            | Categoría          |
| ------------------ | ------------------------ | ------------------ | ------------------ |
| 1999               | Edmonton (Canadá)        | Medalla de bronce  | +72 kg             |
| 2005               | Madrid (España)          | Medalla de bronce  | +72 kg             |
| Campeonato Europeo |                          |                    |                    |
| Año                | Lugar                    | Medalla            | Categoría          |
| 1998               | Eindhoven (Países Bajos) | Medalla de bronce  | +72 kg             |
| 2004               | Lillehammer (Noruega)    | Medalla de bronce  | –72 kg             |
| 2006               | Bonn (Alemania)          | Medalla de oro     | +72 kg             |